# Нојкален
Нојкален (њем. Neukalen) град је у њемачкој савезној држави Мекленбург-Западна Померанија. Једно је од 69 општинских средишта округа Демин. Према процјени из 2010. у граду је живјело 2.060 становника. Посједује регионалну шифру (AGS) 13052055.

## Географски и демографски подаци
Нојкален се налази у савезној држави Мекленбург-Западна Померанија у округу Демин. Град се налази на надморској висини од 3 метра. Површина општине износи 46,8 km². У самом граду је, према процјени из 2010. године, живјело 2.060 становника. Просјечна густина становништва износи 44 становника/km².